# Esquistossomo
O esquistossoma, também chistossoma ou bilhárzia, (Schistosoma mansoni ou Shistosoma americanum) é um platelminto da classe trematóide causador da esquistossomose, uma verminose bastante perigosa e comum em áreas com saneamento precário.
Sua descrição completa foi feita pelo médico brasileiro Pirajá da Silva, em 1908, com base em suas pesquisas sobre um paciente, em 1904.
O esquistossomo pertence a um grupo de platelmintos denominados trematoda e tem sexos separados. A fêmea mede cerca de 1,5 cm de comprimento e o macho cerca de 1 cm. O macho possui um canal onde a fêmea se abriga na época da reprodução, o chamado canal ginecóforo.
Na fase parasitária, o esquistossomo vive geralmente nas veias que ligam o intestino ao fígado das pessoas. A presença desses vermes e de uma grande quantidade de ovos pode provocar um rompimento dessas veias. Além disso, ocorre um aumento no volume abdominal devido ao crescimento desproporcional do fígado e do baço, causado pelo vazamento de plasma através das veias rompidas. Por isso, a esquistossomose é também conhecida como barriga-d'água.
Entre outros sintomas, além do aumento do volume do abdome, podem ocorrer dores abdominais, cólicas, náuseas, inflamação do fígado e enfraquecimento do organismo.
Inicialmente o esquistossomo põe seus ovos nas veias do intestino do hospedeiro definitivo (homem). Esses ovos atravessam as paredes das veias e do intestino (veias mesentéricas) e são eliminados juntamente com as fezes. Os ovos que caem na água transformam-se em larvas, os miracídios. Estes penetram no corpo de um caramujo do gênero Biomphalaria e ali transformam em larvas com cauda, chamadas cercárias. Depois de formadas, as cercárias saem do caramujo e passam novamente para a água. As cercárias, então, podem penetrar a pele humana, atingindo a corrente sanguínea e, finalmente, as veias que ligam o intestino ao fígado, onde se desenvolvem e se transformam em vermes adultos, fechando o ciclo.
São encontrados nas águas de rios, açudes, lagos, várzeas ou represas

## Diagnóstico
- Exame de fezes "Kato-Katz" ou por técnica de sedimentação espontânea
- Biópsia retal
- Métodos imunológicos: Elisa e Imunofluorescência.

## Precauções
- Nunca entrar em água onde existam caramujos hospedeiros do esquistossomo (rios, açudes, lagos, várzeas ou represas);
- Construir instalações sanitárias adequadas, evitando assim que as fezes com os ovos sejam lançadas em ambiente livre, atinjam os rios e propaguem o verme;
- Combater o caramujo hospedeiro (citados acima) Dessa maneira impede-se a formação de cercárias, interrompendo o ciclo vital do esquistossomo. Existem alguns outros caramujos que funcionam como reguladores naturais, que competem por comida e sobrevivência com os vetores de esquistossomose, como é o caso do caramujo melanoide, que suporta ph entre 4 e 13 e até produtos químicos, além de se reproduzir bastante.

## Tratamento
O tratamento é feito com medicamentos que combatem este parasita. Existem cinco substâncias capazes de eliminar o S. mansoni, mas a droga de eleição é o Praziquantel.
Alguns casos exigem internação hospitalar

## Fármacos anti-helmínticos
- Benzimidazoles
- Agonistas nicotínicos
- Lactonas macrocíclicas
- Praziquantel